# Holving
Holving (lothringisch: Holwinge) ist eine französische Gemeinde mit 1265 Einwohnern (Stand 1. Januar 2022) im Département Moselle in der Region Grand Est (bis 2015 Lothringen). Sie gehört zum Arrondissement Sarreguemines und zum Kanton Sarralbe. Die Einwohner werden Holvingeois genannt.

## Geographie
Holving liegt westlich der Kleinstadt Sarralbe, im Süden befinden sich die Gemeinden Val-de-Guéblange und Kappelkinger, im Westen die Gemeinde Hilsprich und im Nordosten die Gemeinde Richeling.
Holving ist über die N 56 (St. Avold – Sarralbe) an das überregionale Straßennetz angeschlossen. Die nächstgelegenen größeren Städte sind Sarreguemines und Freyming-Merlebach.
Die Gemeinde wird von dem Fluss Mutterbach durchflossen, der in die Albe mündet.
Die Gemeinde besteht aus sechs Dörfern: Ballering, Bettring, Diederfing, Holving, Hinsing und Hirbach, wobei Hirbach das größte Dorf ist.
In Hirbach befinden sich am Hirbacher Weiher mehrere Campingplätze.

## Geschichte
Der Ort wurde erstmals 1225 als Holbingen erwähnt, dann Halbingen (1226), und Holvingen (1238).
Der Hirbacher Weiher (52 h) wurde als Teil der Maginot-Linie im Jahre 1939 erbaut, um Frankreich gegen Deutschland zu verteidigen. Heute ist er ein beliebtes Freizeitziel.

### Bevölkerungsentwicklung
| Jahr      | 1962 | 1968 | 1975 | 1982 | 1990 | 1999 | 2007 | 2019 |
| Einwohner | 856  | 864  | 926  | 972  | 1032 | 1064 | 1167 | 1283 |

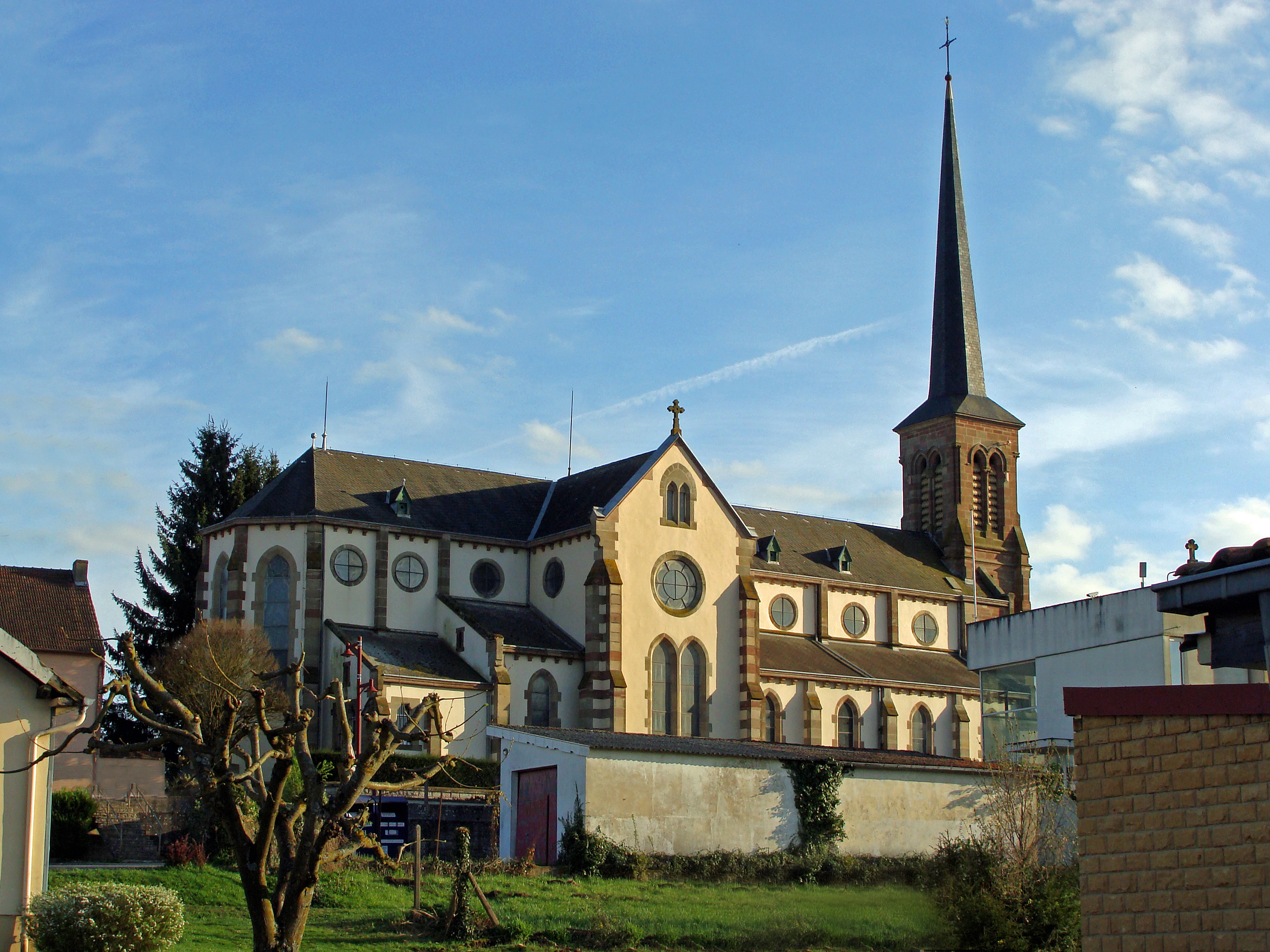
Kirche der Unbefleckten Empfängnis
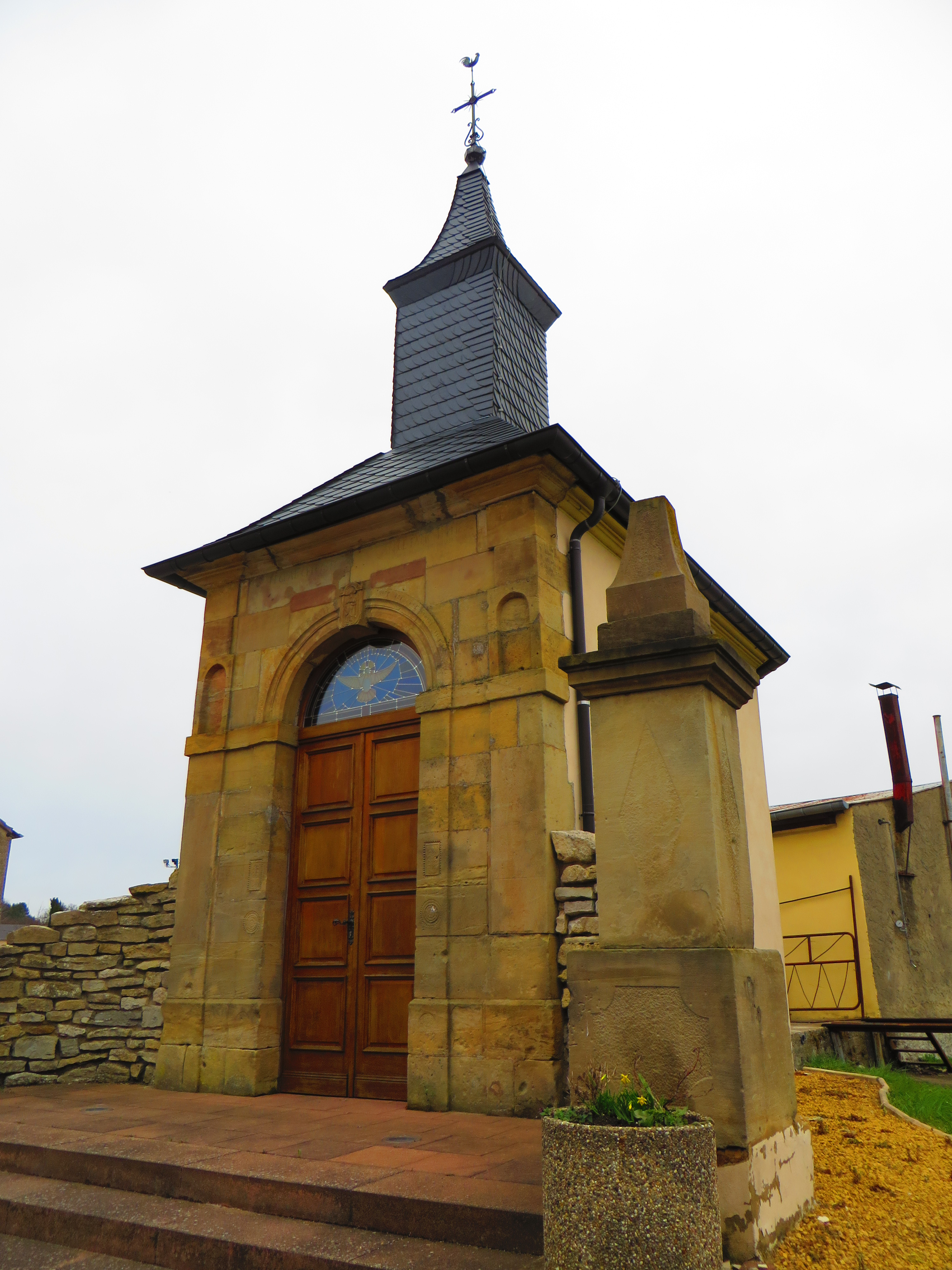
Kapelle Notre-Dame-de-Lourdes
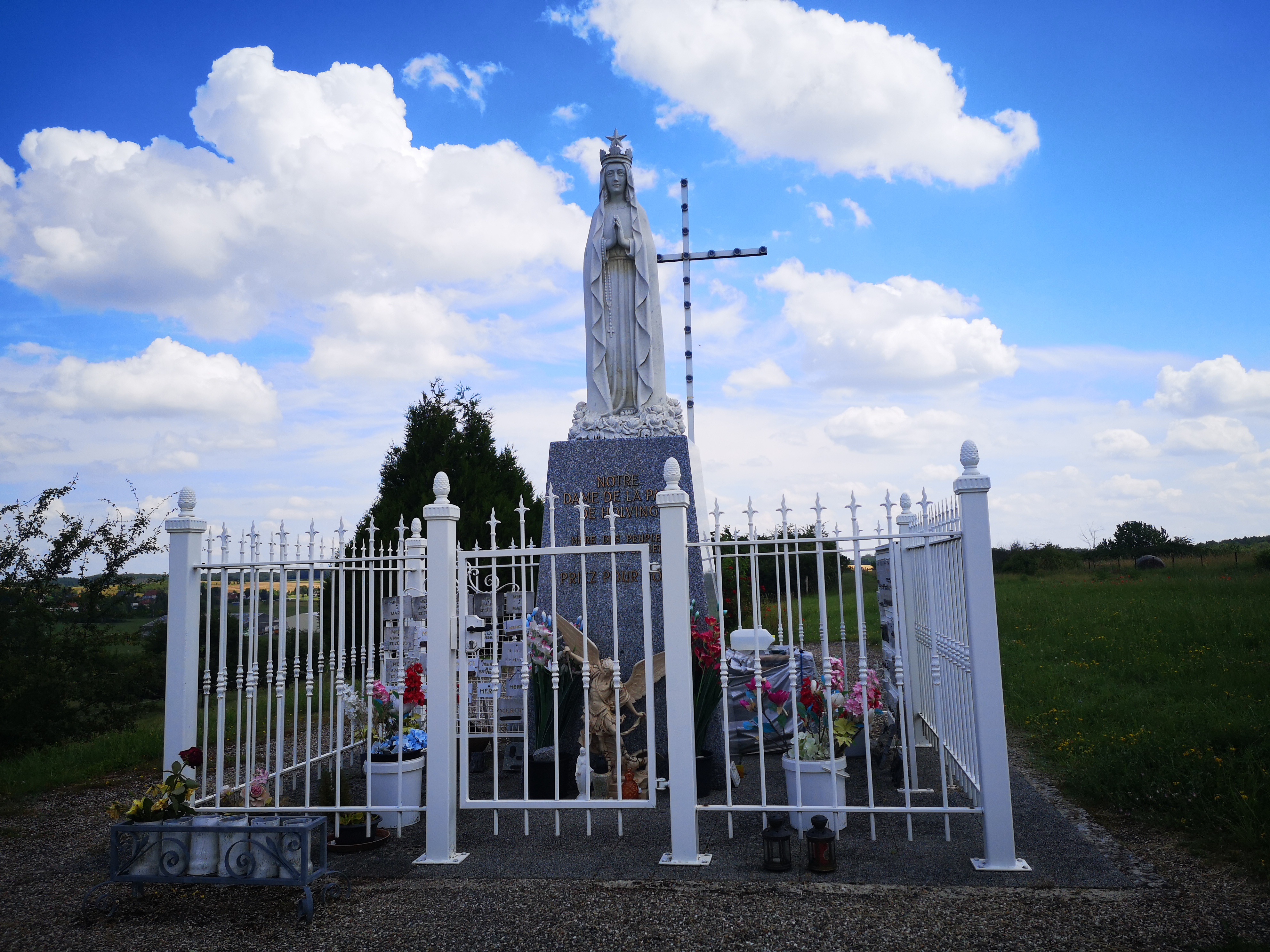
Marienstatue

## Persönlichkeiten
- Josef Karst (1871–1962), im Ortsteil Bettring geborener Orientalist und Hochschullehrer